# Georges Fontenis
Georges Fontenis, né le 27 avril 1920 à Paris et mort le 9 août 2010 à Reignac-sur-Indre, est un instituteur, puis professeur à l’École normale d’instituteurs de Tours. Syndicaliste et communiste libertaire, il est une des principales figures anarchistes des années 1940-1950.

## Biographie

### Entrée dans le monde politique
Georges Louis Albert Fontenis est né dans une famille ouvrière, fils de Constant Auguste Albert Fontenis, employé dans une compagnie de chemins de fer (militant pivertiste) et de Marguerite Clémentine Anatolie Lamballais, employée, il approche le mouvement libertaire à l’occasion des grèves de juin 1936 et rejoint l'Union anarchiste. Durant l'occupation il échappe au service du travail obligatoire et alors instituteur, il rejoint la CGT clandestine et continue une activité clandestine avec ses amis anarchistes. Membre du bureau et du conseil syndical de la section de la Seine du Syndicat national des instituteurs (SNI), il participe à la Libération, avec Marcel Pennetier et Maurice Dommanget, à la reconstitution de la tendance syndicaliste-révolutionnaire École émancipée. C'est à ce double titre (SNI et École émancipée) qu'il participe en 1945 aux commissions d’épuration de l’éducation nationale.
Après la grève des instituteurs de la Seine de novembre-décembre 1947, Georges Fontenis rejoint un temps la CNT puis revient rapidement au SNI où il continue à militant à l'École émancipée. Après son arrestation par le Direction de la surveillance du territoire (DST) et sa condamnation en 1957 dans le cadre d'une répression visant la Fédération communiste libertaire, il est incarcéré. En 1958, il est amnistié puis obtient sa réintégration à l'Éducation nationale. Il est alors admis au stage de l'École normale supérieure de Saint-Cloud et devient inspecteur primaire en zone rurale puis professeur de psycho-pédagogie à l'école normale d'instituteurs de Tours.

### Secrétaire général de la Fédération anarchiste

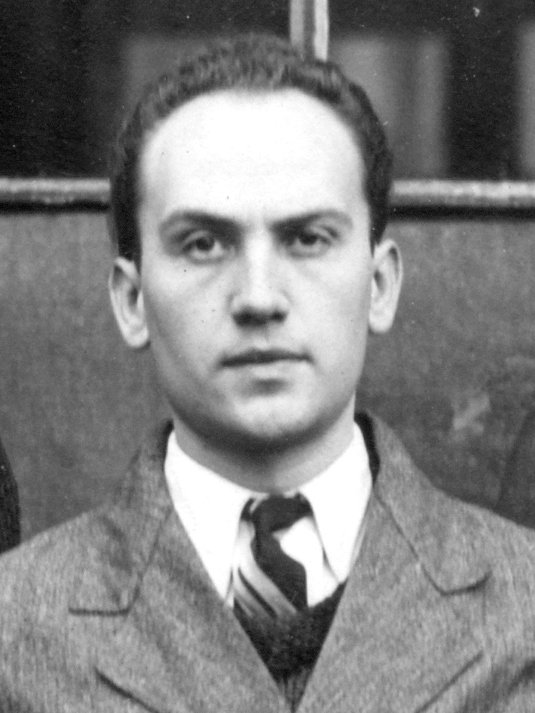
Georges Fontenis dans les années 1950

Après la Seconde Guerre mondiale, il est parmi les refondateurs de la Fédération anarchiste aux côtés de, notamment, Robert Joulin, Henri Bouyé, Maurice Joyeux, Suzy Chevet, Renée Lamberet, Georges Vincey, Aristide et Paul Lapeyre, Maurice Laisant, Maurice Fayolle, Giliana Berneri, Solange Dumont, Roger Caron, Henri Oriol et Paul Chery.
En 1946, il est élu secrétaire général de la Fédération anarchiste. Homme neuf, il fait consensus car n’appartenant à aucun « clan ». Effectivement les tendances communiste libertaire et individualiste cohabitent mal au sein de la FA. Le choix d'une synthèse anarchiste est contesté et des militants communiste libertaires favorables à une unité théorique et à une plus grande discipline au sein de l'organisation s'attèlent à la remodeler dans cette perspective.
Alors que les individualistes, menés par les frères Lapeyre et André Arru, forment une fraction que Maurice Joyeux qualifie de « lobby épistolaire »[non neutre], une partie des militants, autour de Serge Ninn et de Georges Fontenis, s’organisent pour créer une tendance clandestine communiste libertaire (un « parti clandestin au sein de la Fédération anarchiste » pour reprendre les termes de Maurice Joyeux), qu’ils nomment l'Organisation Pensée Bataille (OPB) en hommage à l'œuvre de Camillo Berneri. Leur objectif était de former une fraction communiste libertaire pour s'opposer à la fraction individualiste qui bloquerait alors pour eux toute évolution de la FA (en l'empêchant de se structurer), de prendre le contrôle de la FA et d'en faire une organisation révolutionnaire disciplinée, matérialiste, avec une analyse marxienne du capitalisme, une ligne politique unique et défendant le syndicalisme et les luttes sociales.
En 1951, Georges Fontenis participe à une tentative d’assassinat du général Franco, avec des anarchistes espagnols en exil. Il sert de prête-nom pour acheter un avion de tourisme avec pour but de le transformer en bombardier.
En quelques années les thèses de l'OPB deviennent majoritaires dans la FA et en mai-juin 1952, lors du congrès de Bordeaux il fait exclure Aristide Lapeyre et Paul Lapeyre, Maurice Fayolle et Maurice Joyeux.

### Animateur de la Fédération communiste libertaire
Au congrès de Paris, en mai 1953, l'orientation communiste libertaire plateformiste (porté par Georges Fontenis et l'OPB) et l'orientation anarchiste synthésiste (porté par Maurice Joyeux) s'opposent. La première l'emporte et change ainsi l'organisation en profondeur. Cependant, il faut attendre[non neutre] six mois de plus pour que la fédération change de nom. En décembre 1953, à l'issue d'un référendum, le nom Fédération communiste libertaire fut choisi.
Maurice Joyeux, opposant à la dérive de Fontenis et de la FCL, démasque, document à l'appui, un indicateur de police
Les groupes d'Asnières, Louise-Michel et de Bordeaux sont exclus. Les libertaires-individualistes, les anarcho-syndicalistes, les acrates, les pacifistes, les humanistes et une partie des communistes libertaires, regroupés autour de Maurice Joyeux qui n’ont pas toléré les méthodes de l’OPB, vont constituer une nouvelle Fédération anarchiste.

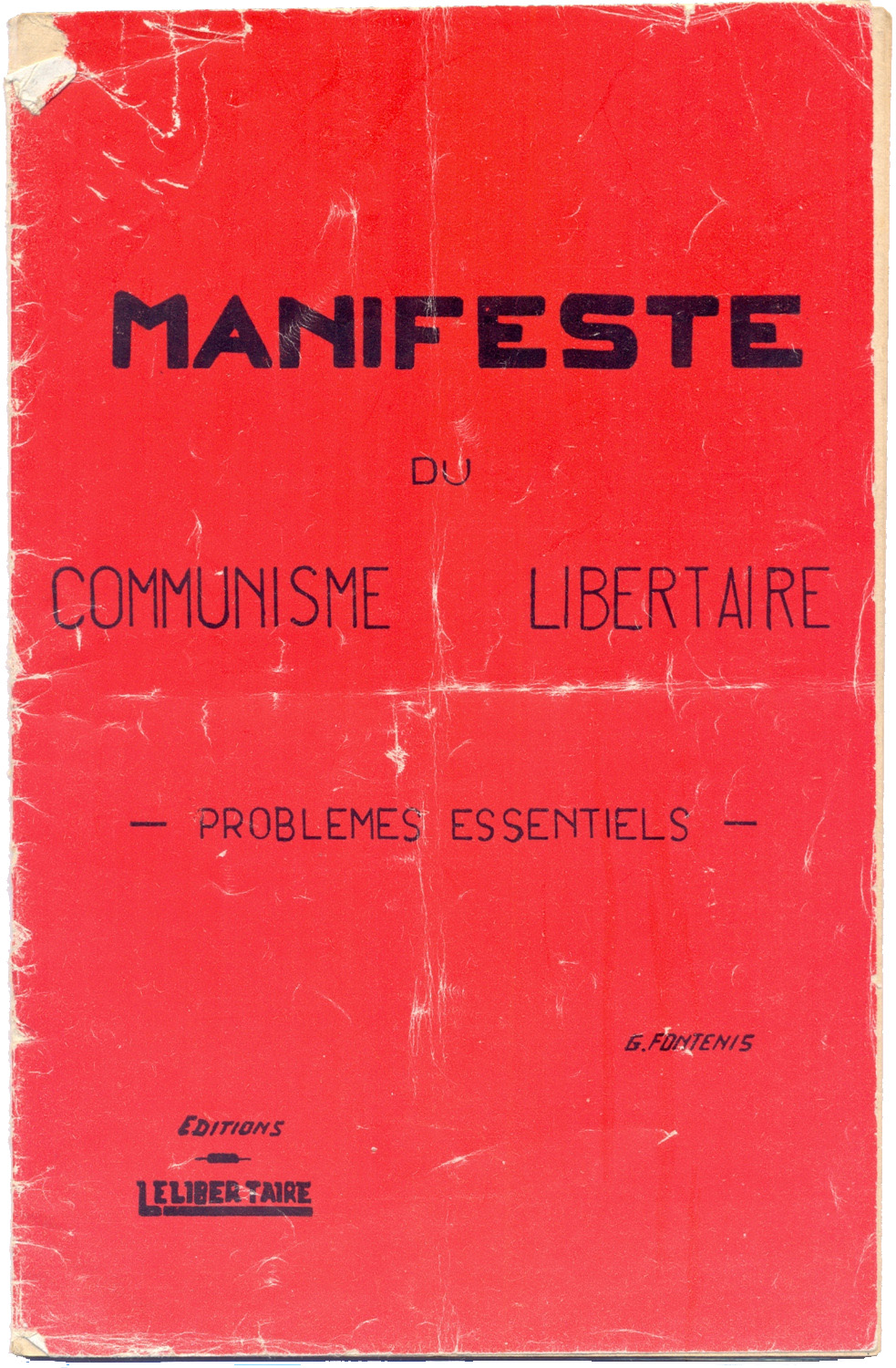
Première de couverture du Manifeste du communisme libertaire, aux éditions Le Libertaire, en 1953.

La même année 1953, la FCL publie le Manifeste communiste libertaire, qui reprend en partie une série d'articles publiés les années précédentes dans Le Libertaire sous le titre « Problèmes essentiels ». Il s'oppose autant à l’extrémisme individualiste qu’au bolchevisme, et qui prône la constitution d’une avant-garde implantée au sein des syndicats et autres organisations de masse. Le manifeste est analysé par certains historiens comme léniniste et avant-gardiste ou bolchevisant.
Le groupe « Kronstadt » (FA puis FCL) publie en août 1954 un mémorandum dénonçant des pratiques et des orientations qu'il juge anti-anarchistes de l'OPB et de la FCL. Il y dénonce des méthodes relevant de l'entrisme et du noyautage,. Et les accuses d'avoir des pratiques autoritaires, léninistes, avant-gardistes et trotskistes. Le groupe quitte ou est exclu de la FCL en 1955.
À partir de 1954, la FCL et Georges Fontenis s’engagent dans le soutien politique et « logistique » à l’insurrection algérienne,,.
En décembre 1955, la FCL décide de présenter des « candidats révolutionnaires » dont Georges Fontenis aux Élections législatives françaises de 1956, « à l'encontre de tous les principes anarchistes ». Ils avaient pour motivation de ce servir de ces élections comme d'une tribune pour gagner en écho principalement au sujet de la guerre d'Algérie. Ils firent un score dérisoire et Georges Fontenis considère par la suite cette tentative électoraliste comme « une erreur quelque peu ridicule ».
Il se lie et échange en 1956 avec le stalinien André Marty, à la fin de sa vie, qui a été impliqué dans les tortures et assassinats de militants dans l'Espagne libertaire, ce qui le décrédibilise encore plus dans certains mouvements révolutionnaires, ouvriers et anarchistes internationaux.
En 1957, la FCL est détruite par l’État français et plusieurs animateurs de la FCL, dont Fontenis, sont incarcérés à la suite de l'attaque contre une permanence du mouvement poujadiste. Il sera condamné à deux ans de prison et à un million d'anciens francs d'amende (ce qui s'explique par une dizaine d'autres condamnations pour des articles dans Le Libertaire). Il sera malgré tout libéré en 1958, à l'occasion de l'amnistie générale décrétée par De Gaulle.
Après 1958, privé d’une organisation communiste libertaire spécifique, structurée et conséquente, il milite un temps dans l'équipe de rédaction de la Voie communiste, opposition interne du Parti communiste français regroupant divers entrismes trotskistes, brièvement financée par Jean-Paul Sartre avant qu'il ne découvre le trotskisme de sa direction. Et il participe à de discrètes actions anticolonialistes et antifranquistes.

### Après mai 68
En 1969, il participe à la fondation du Mouvement communiste libertaire (MCL) avec Daniel Guérin, qui tente de regrouper plusieurs groupes dont ceux originaires des Cahiers de Mai et qui publiera le journal Guerre de Classes. Le MCL sera rejoint par un groupe issu d'une scission au sein de l'Organisation révolutionnaire anarchiste (ORA) et deviendra ultérieurement l'« Organisation Communiste Libertaire » en 1971 avant de disparaître en 1976.
En 1979, il adhère à l’Union des travailleurs communistes libertaires. Georges Fontenis resta membre d’Alternative libertaire jusqu'à sa mort, survenue à son domicile de Reignac-sur-Indre le 9 août 2010.
En 1990, il édite ses mémoires sous le titre L'Autre communisme, histoire subversive du mouvement libertaire. L'ouvrage est augmenté et réédité en 2000 et 2008 sous le titre Changer le monde, histoire du mouvement communiste libertaire (1945-1997).

## Controverses
Fontenis est une personnalité controversée.
Il est critiqué au côté de Maurice Joyeux pour leur entrisme syndical dans des syndicats non anarchistes et pour être « devenus célèbres pour leur opportunisme et leur mentalité bureaucratique ».
Dans ses mémoires, L'Autre communisme, Fontenis se montre critique des excès de son passé, mais il ne les renie pas pour autant : « Tout cela fut nécessaire tant les désaccords, qui plombaient la dynamique du mouvement, s’avéraient irréductibles ».
Pour les communistes libertaires de son courant, Fontenis est victime d'une campagne de diabolisation car il ose ouvrir la doctrine libertaire à d’autres champs de réflexions,.Il est ainsi vu comme un homme courageux, même si excessif, qui a le mérite d'avoir sorti l'anarchisme de la FA d'un modèle philosophie abstrait, idéaliste et naïf, en lui insufflant une ligne claire et une grille d'analyse matérialiste. 
En 1952 Mohamed Saïl, volontaire dans le groupe international de la colonne Durruti durant la guerre d’Espagne, décrit Fontenis dans une lettre qui lui est adressé, comme un militant porteur de « la véritable ligne traditionnelle de l’anarchisme », fustigeant les professeurs de la morale libertaire ou autres gardiens autoproclamés du « temple anarchiste ». 
Patrice Spadoni, cofondateur de l’UTCL que Fontenis rejoint en 1979, le décrit après avoir grandement militer avec lui : « Ce qui revient en premier en mémoire en pensant à ces trois décennies de combats communs, c’est son sourire caustique mais bienveillant. Son intelligence constructive. Sa patience, quand nous étions moins réalistes que lui. La constance de son engagement, sa présence solide à nos côtés… ».

### Léninisme
Il est critiqué pour ses pratiques au sein de l'OPB, accusé d'entrisme, et au sein de la FCL appelées autoritaires, léninistes, avant-gardistes et trotskistes.
Des anarchistes comme David Thoreau Wieck ou Giovanni Baldelli l'accusent de tendances constantes : léninisme et paradoxalement gauchisme, entrisme marxiste, dogmatisme, sectarisme et intolérance.
En 2010, dans Le Monde libertaire, Fontenis est accusé d'avoir conduit une action de « léninisation ».

## Œuvres
- Manifeste du communisme libertaire, Problèmes essentiels, 1953, Éditions L, 1985, éd. Alternative libertaire, 2022, texte intégral.
- L'autre communisme : histoire subversive du mouvement libertaire, Éditions Acratie, 1990.
- Changer le monde : histoire du mouvement communiste libertaire, 1945-1997, Éditions Le Coquelicot/Alternative libertaire, 2000.
- Avec Gilbert Estève, Non-conforme, Édition Bénévent, 2002.
- Avec André Marty, Claude Bourdet, Daniel Guérin, Jacques Danos, Un homme, une cause, Pierre Morain un prisonnier d’État, 1956.

### Textes
- Ce que fut l’ICL (juin 1954-juillet 1958), no 33, avril-mai 1995, texte intégral.
- Il y a 50 ans, l’insurrection algérienne, L’Emancipation syndicale et pédagogique, 31 janvier - 28 février 2005, texte intégral.

## Vidéos
- Daniel Goude, Guillaume Lenormant, Une résistance oublié. Des libertaires dans la guerre d'Algérie (1954-1957), 32 min, 2001, voir en ligne.
- Franck Wolff, Parcours libertaire, 45 min, 2008, voir en ligne.

## Notices
- Dictionnaire des anarchistes, « Le Maitron » :  notice biographique.
- Dictionnaire biographique du mouvement ouvrier français : notice biographique.
- Le Monde, 13 août 2010 : notice nécrologique.
- Anarkismo.net : notice biographique.
- Centre International de Recherches sur l'Anarchisme (Lausanne) : notice bibliographique.
- RA.forum : notice bibliographique.
- Libcom : notice biographique.